# 토마스물쥐
토마스물쥐(Rheomys thomasi)는 비단털쥐과 목화쥐아과에 속하는 설치류의 일종이다. 엘살바도르와 과테말라, 멕시코의 해발 400~2700m 지역에서 발견된다. 숲 근처 물가에서 살며, 반수생 동물이고 작은 무척추동물과 같은 육식성 먹이를 먹는다. 분포 지역 내의 개체군 크기가 작고, 물 오염을 포함한 서식지 악화 때문에 보존 등급을 "취약근접종"으로 분류하고 있다.